# Caloptilia crinotibialis
Caloptilia crinotibialis là một loài bướm đêm thuộc họ Gracillariidae. Nó được tìm thấy ở Nhật Bản (Honshū, Kyūshū).
Sải cánh dài 16.2-16.8 mm.
Ấu trùng ăn Persea japonica. Chúng ăn lá nơi chúng làm tổ.